# 贝尔兰加德尔维耶尔索
贝尔兰加德尔维耶尔索，是西班牙卡斯蒂利亚-莱昂莱昂省的一个市镇。 总面积28平方公里，总人口396人（001年），人口密度14人/平方公里。